# Lintumainen
Lintumainen är en sjö i kommunen S:t Michel i landskapet Södra Savolax i Finland. Arean är 44 hektar och strandlinjen är 3,96 kilometer lång. Sjön  ingår i Vuoksens huvudavrinningsområde.   Den ligger omkring 10 kilometer söder om S:t Michel och omkring 200 kilometer nordöst om Helsingfors. 